# زحل
زحل یا کیوان (به انگلیسی :saturn)، بعد از سیارهٔ مشتری، دومین سیارهٔ بزرگ منظومه شمسی و ششمین سیارهٔ نزدیک به خورشید است. زحل یک گلولهٔ گازی غول‌پیکر است که با وجود حجم زیادش تنها ۹۵٫۱۵۹ برابر زمین جرم دارد. چگالی این سیاره حدود یک‌هشتم زمین و کمتر از آب است.
یک روز کامل در زحل برابر ۱۰ ساعت و ۳۹ دقیقه در زمین و یک سال آن ۲۹٫۵ برابر سال زمین است. از آنجایی که مدار استوایی زحل تقریباً همانند زمین در ۲۷ درجه است، تغییرات زاویهٔ سیاره نسبت به خورشید شبیه به زمین است و در این سیاره نیز همان چهار فصل مشاهده می‌شود. جرم این سیارهٔ همانند مشتری از گاز است که بیشتر آن را هیدروژن تشکیل می‌دهد. میزان اندکی هلیوم و متان در رده‌های بعدی گازهای تشکیل‌دهندهٔ سیاره قرار دارند.
در آسمان شبِ زمین، زحل به دلیل اندازهٔ بزرگ، نسبتاً درخشان دیده می‌شود. زیبایی آسمان زحل به خاطر نوارهای روشن حلقه‌های اطراف آن و نیز به خاطر قمرهای زیادش است.
به علت سرعت حرکت زحل به دور خود در قطب‌های آن نوعی حالت پخی مشاهده می‌شود که سیاره را از شکل کرهٔ کامل دور می‌کند. سیاره زحل از جنبه‌های زیادی شبیه مشتری است، جز اینکه در اطراف آن چندین حلقهٔ شگفت‌انگیز وجود دارد.
زحل از دوران باستان شناخته شده و به عنوان خدای کشاورزی و ثروت در اساطیر روم نامیده شده است.

## ویژگی‌های فیزیکی

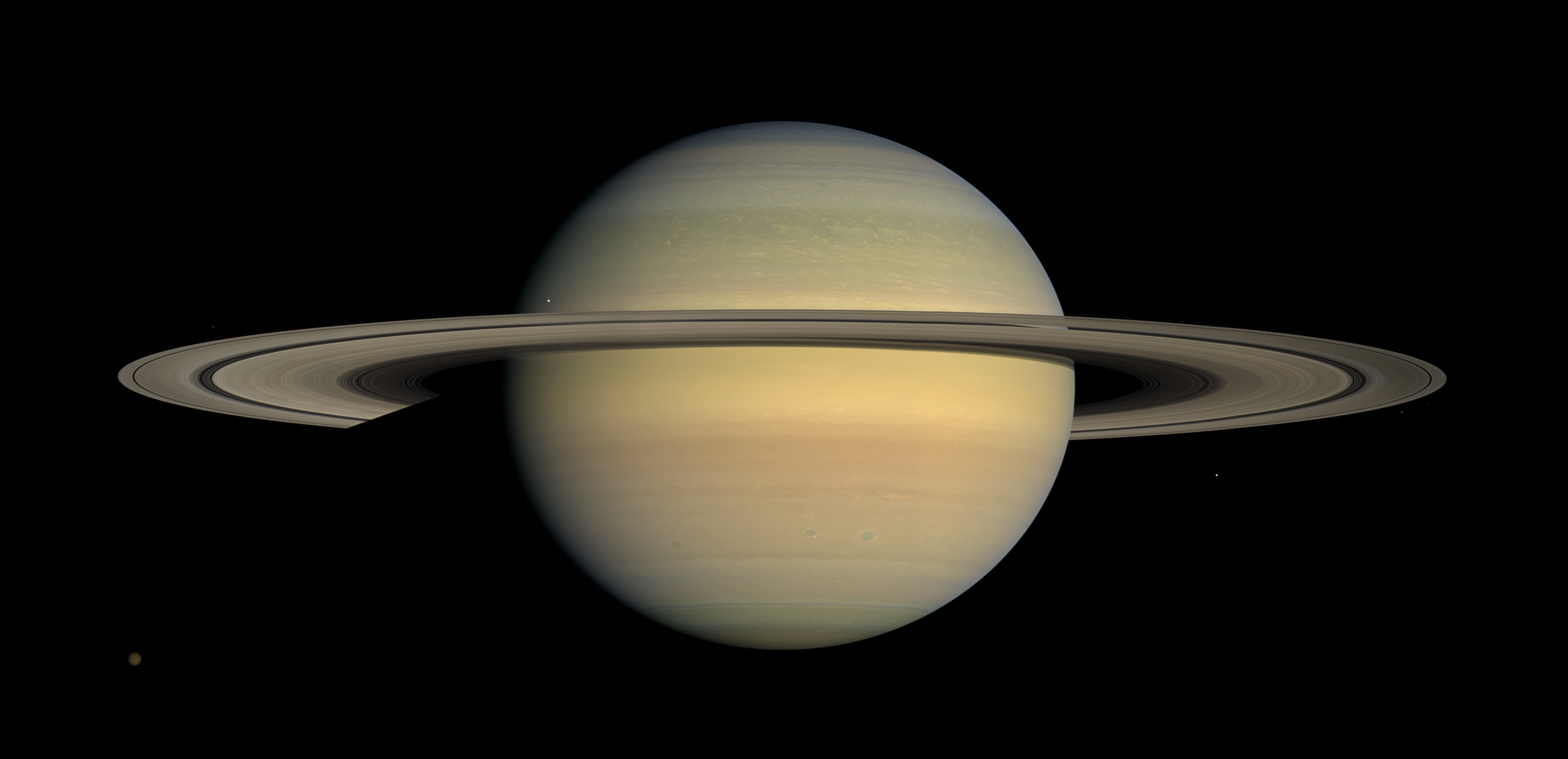
تصویر گرفته شده از کیوان توسط کاوشگر کاسینی

زحل کمی از مشتری کوچک‌تر است و جرم آن کمتر از جرم مشتری و در حدود ۹۵ برابر جرم زمین است. زحل سومین جسم در سامانهٔ خورشیدی بر پایهٔ جرم و حجم می‌باشد. زحل یک غول گازی است زیرا سطح آن به صورت کلی از گاز تشکیل شده است با اینکه ممکن است دارای یک هستهٔ جامد باشد. زحل کمترین میانگین چگالی را نسبت به سایر سیارات سامانه خورشیدی دارد. اگر بتوان زحل را در دریایی عظیم انداخت این سیاره بر روی آب شناور می‌ماند.
اندازهٔ شعاع این سیاره در منطقه‌های استوایی با مقدار آن در قطب‌ها نزدیک به ۱۰٪ متفاوت است؛ ۶۰٫۲۶۸ کیلومتر در برابر ۵۴٫۳۶۴ کیلومتر. درون زحل می‌تواند ترکیب مشتری را داشته‌باشد. برآوردهای نظری مقدارهایی حدود ۷۴٪ هیدروژن، ۲۴٪ هلیوم، ۲٪ عناصر سنگین‌تر را پیشنهاد می‌کند. این ترکیب تقریباً مشابه ترکیبات خورشید است. گمان می‌رود زحل دارای یک هستهٔ سنگین کوچک به قطر ۲۰ هزار کیلومتر و جرمی معادل ۲۰Mφ باشد.

## جو
ساختار جو زحل با کمربندهایی که به موازات استوا امتداد دارند، همانند مشتری است؛ هرچند آشفتگی‌های این کمربندها بسیار کمتر از مشتری است (تاکنون از روی زمین فقط ۱۰ لکه مشاهده شده‌اند).
ترکیب جو زحل نیز شباهت زیادی با جو مشتری دارد. تاکنون متان (CH4)، آمونیاک (NH3)، اتان (C2H6)، فسفین (PH3)، استیلن (C2H2)، متیل استیل (C3H4)، پروپان (C3H8) و هیدروژن مولکولی (H2) آشکار شده است. لایه خارجی زحل دارای ۹۶٫۳٪ هیدروژن و ۳٫۲۵٪ هلیم می‌باشد. درصد المان‌های دیگر به صورت کامل مشخص نیست ولیکن تصور می‌شود درصد بسیار کمی از آنان وجود داشته باشد.
ابرهای زحل خیلی کمرنگ تر از ابرهای مشتری به نظر می‌رسند. ابرهای مشتری اغلب به رنگ زرد کم‌رنگ و نارنجی هستند، به این دلیل که دما در زحل کمتر از مشتری است، ابرهای زحل در لایه پایین‌تری از جو آن قرار می‌گیرند.

## شش ضلعی قطب شمال
تصاویر فروسرخ جدید فضاپیمای کاسینی از زحل یکی از عجیب‌ترین عوارض سطح این سیاره را نمایان کرد. ساختار ابر مانند یک شش ضلعی که به دور نقطهٔ قطب شمال زحل در گردش است می‌باشد. این ساختار بیست سال پیش درگذر فضاپیمای وویجر از کنار زحل در درجه ۷۸ شمال کشف شده است. هر ضلع این شش ضلعی حدود ۱۳۰۰۰ کیلومتر است که از شعاع زمین بزرگتر است. از این رو این شش ضلعی به قدری بزرگ است که شش زمین در آن قابل جاسازی است. ساختار شش ضلعی هر ۱۰ ساعت و ۳۹ دقیقه و ۲۴ ثانیه یکبار می‌چرخد که تصور می‌شود این زمان زمان چرخش درون زحل باشد. علت تشکیل این ساختار برای محققان معلوم نیست ولیکن بیشتر آنان تصور می‌کنند این ساختار از برهمکنش موج و ماده ایجاد شده است. محققان موفق شدند در آزمایشگاه نیز ساختارهای هندسی به وسیله موج ایجاد کنند.

فیلم شش‌ضلعی قطب شمال زحل

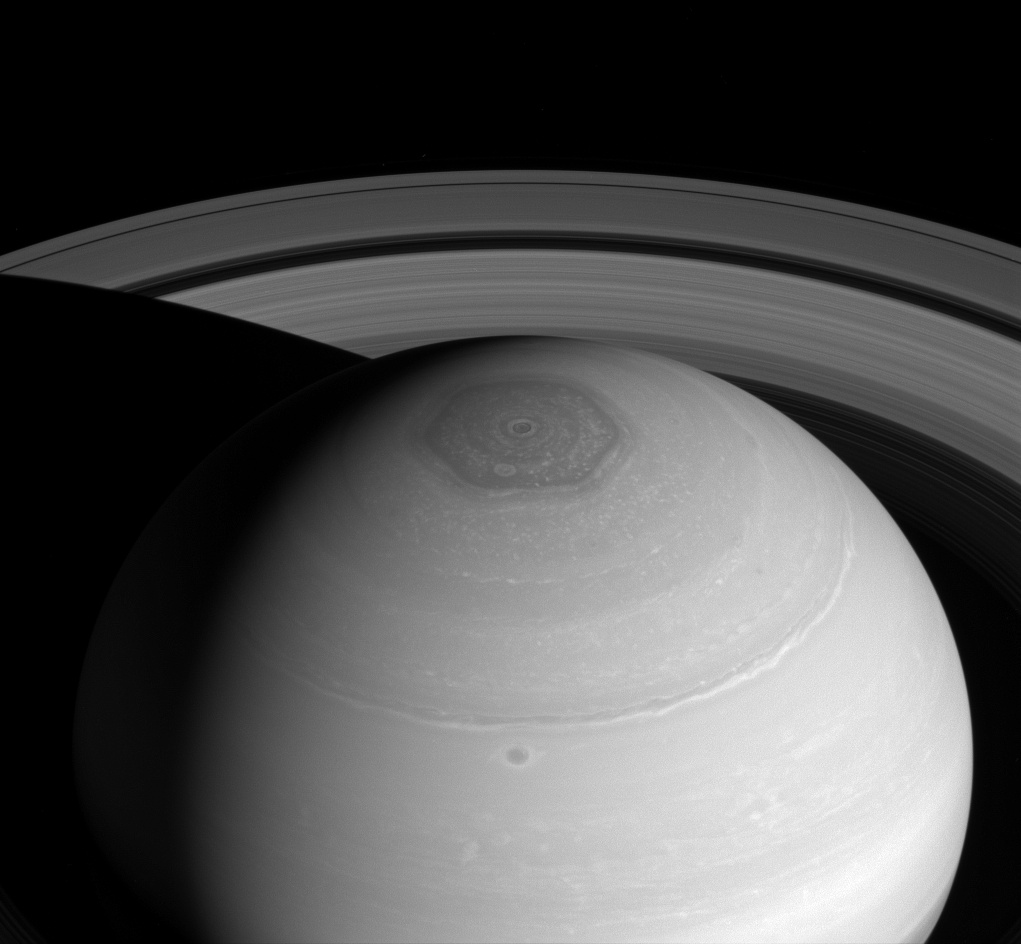
تصویر شش‌ضلعی قطب شمال زحل

این نماهای با رنگ طبیعی (و سکانس‌های انیمیشنی مربوطه) از فضاپیمای کاسینی ناسا، نمای ناحیه شش ضلعی قطب شمال زحل در ژوئن ۲۰۱۳ (چپ) و آوریل ۲۰۱۷ (راست) را مقایسه می‌کنند.

## قطب جنوب
در قطب جنوب زحل نیز یک ساختار چرخشی بزرگ وجود دارد. در سال ۲۰۰۶ ناسا اعلام کرد که فضاپیمای کاسینی یک طوفان بزرگ در قطب جنوب زحل دیده است که دارای ساختاری شبیه یک چشم است. اندازه این ساختار تقریباً دارای اندازه زمین است.

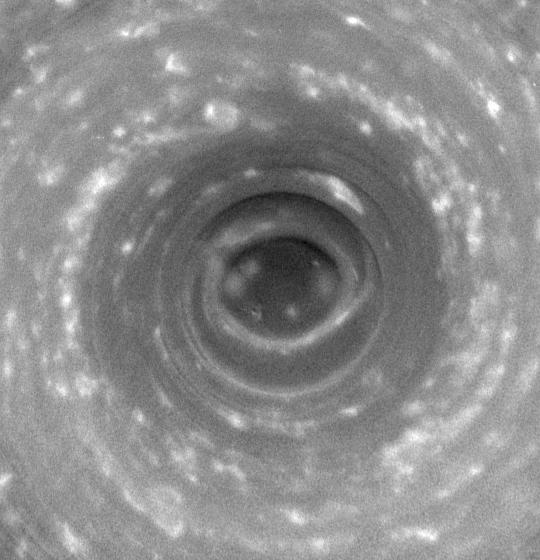
قطب جنوب زحل

## قمرهای طبیعی

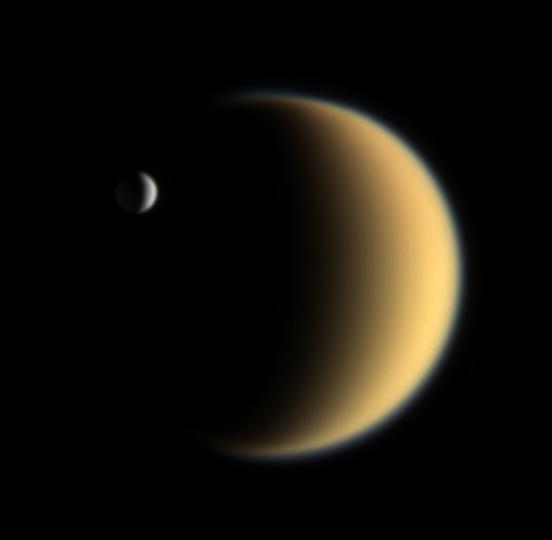
تیتان بزرگ‌ترین قمر زحل

زحل بیشترین شمار قمر را در میان سیاره‌های سامانه خورشیدی دارد. این سیاره دارای ۱۴۶ قمر است که قمر از آن‌ها دارای نام‌های رسمی هستند و تیتان با قطر ۵۱۵۰ کیلومتر بزرگ‌ترین آنهاست. چهار قمر رئا، دیونه، تتیس و یاپتوس نیز قطرهایی بین ۱۰۵۰ کیلومتر و ۱۵۳۰ کیلومتر را دارا می‌باشند. قمر رئا دارای یک سیستم حلقه مجزا و اتمسفر خاص است. بیشتر قمرهای دیگر بسیار کوچک هستند و ۳۴ عدد از آن‌ها دارای قطر کمتر از ۱۰ کیلومتر می‌باشند. ۱۴ قمر دیگر دارای قطر بین ۱۰ تا ۵۰ کیلومتر هستند. همچنین، ۱۰۰±۳۰ قمر نامنظم دیگر با قطرهای بیش از ۳ کیلومتر (۲ مایل) در بخش بیرونی‌تر پیرامون این سیاره پراکنده‌اند. بیشتر نام‌های قمرهای زحل از نام‌های تیتان‌ها در اسطوره‌های یونان باستان اقتباس شده است. تیتان تنها قمر در تمامی منظومه شمسی است که دارای اتمسفر کافی برای وجود واکنش‌های شیمیایی می‌باشد. همچنین تیتان تنها قمر دارای دریاچه هیدروکربن است.
در ۶ ژوئن ۲۰۱۳ دانشمندان موفق به کشف هیدروکربنهایی در قسمت بالای اتمسفر تیتان شدند که پیش زمینه حیات هستند. در ماه آوریل سال ۲۰۱۴ محققان ناسا اعلام کردند که یک قمر جدید در حال شکل‌گیری در حلقه آ زحل است.
یکی از پدیده‌های خاص در قمرهای زحل، میان دو قمر جانوس و اپیمتئوس اتفاق می‌افتد این دو قمر در مداری تقریباً یکسان دور سیارهٔ زحل چرخش می‌کنند و هر چهار سال یکبار به یکدیگر بسیار نزدیک می‌شوند. در زمان نزدیک شدن، نیروی جاذبهٔ متقابل آن‌ها باعث می‌شود که مدار چرخش آن‌ها با یکدیگر جابه‌جا شود.
میماس جزء کوچک‌ترین اقمار زحل است که در سال ۱۷۸۹ میلادی توسط ویلیام هرشل کشف شد. این قمر کوچک و آبله گون که به ستاره مرگ معروف است، یکی از بزرگ‌ترین دهانه‌های برخوردی را با پهنایی حدود ۱۳۰ کیلومتر بر روی خود دارد، دلایل شکل‌گیری چنین عوارض سطحی به این دلیل است که جرم میماس آنقدر قوی است که با ایجاد کردن گرانش سطحی، ظاهر آن را کروی نگه می‌دارد و آنقدر ضعیف است که اجازهٔ شکل گرفتن چنین دهانه‌های بزرگی را می‌دهد.

## حلقه‌های سیاره‌ای

تصویر حلقه‌های زحل

حلقه‌ها یا کمربندهای زحل در فاصله ۱۱۲۰۰ کیلومتری آن جای گرفته‌اند.
حلقه‌های زحل، از تکه‌های یخ و همچنین تکه‌های سنگ و غبار تشکیل شده‌اند؛ برخی به اندازه یک غبار ریز و برخی به اندازه یک خانه. حلقه‌های زحل پهن هستند ولی بسیار تخت و نازک. پهنای آن‌ها ۲۸۰ هزار کیلومتر است اما ضخامت آن‌ها تنها یک کیلومتر است؛ بنابراین هنگامیکه از پهلو به زحل بنگریم حلقه‌ها تیغه باریکی می‌شوند و دیده نمی‌شوند. پهنای برخی از حلقه‌های زحل به اندازه فاصله زمین تا ماه می‌باشد.
مشتری و نپتون و اورانوس هم حلقه دارند اما حلقه زحل از همه بهتر دیده می‌شود. به باور دانشمندان دلیل درخشان‌تر بودن حلقه‌های زحل، تازه‌تر بودن و جوان‌تر بودن آن هاست. آن‌ها می‌انگارند که این حلقه‌ها در پی نزدیک شدن یک قمر به زحل و فروپاشی آن قمر در اثر گرانش زحل پدید آمده‌اند.
حلقه‌های زحل به ترتیبی که کشف شده‌اند با حروف الفبا نامگذاری شده‌اند. ای، بی، سی، دی، ای، اف و جی. در میان حلقه‌ها سه شکاف وجود دارد به نام‌های آنکه، کیلر و مکسول و یک بازه بزرگ به نام شکاف کاسینی.

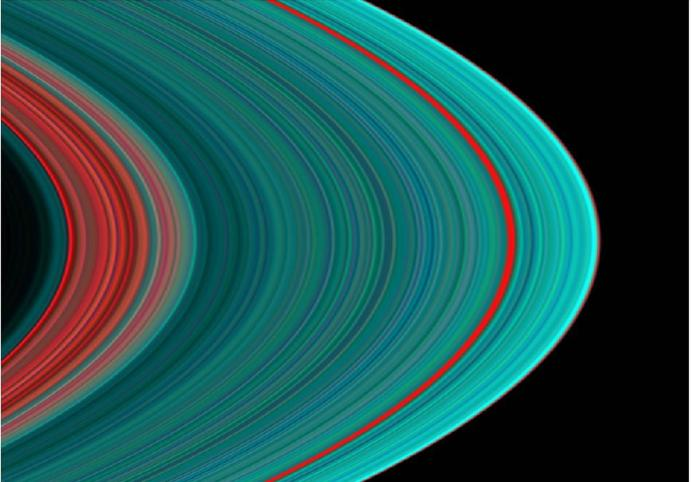
تصویر ماورا بنفش از حلقه‌های ب و آ در تقسیم‌بندی کاسینی. شکاف آنکه به رنگ قرمز نشان داده شده است.

نخستین کسی که به حلقه رازآمیز پیرامون زحل علاقه‌مند شد و آن را کشف کرد گالیله بود. او در سال ۱۶۱۰ به این موضوع پی برد و در آغاز بر این باور بود که این حلقه از جنس جامد می‌باشد. اما امروزه ثابت شده است که این حلقه از قطعات سنگ و آب یخ زده تشکیل شده است که برخی از آن‌ها در اندازه‌های یک خودروی معمولی می‌باشند. مجموع گرانش (جاذبه) زحل و گرانش‌های آن حالتی را پدیدمی‌آورند که این قطعات همواره به صورت حلقه‌های نازک به دور این سیاره به نظر ثابت ایستاده‌اند.

### شکاف کاسینی

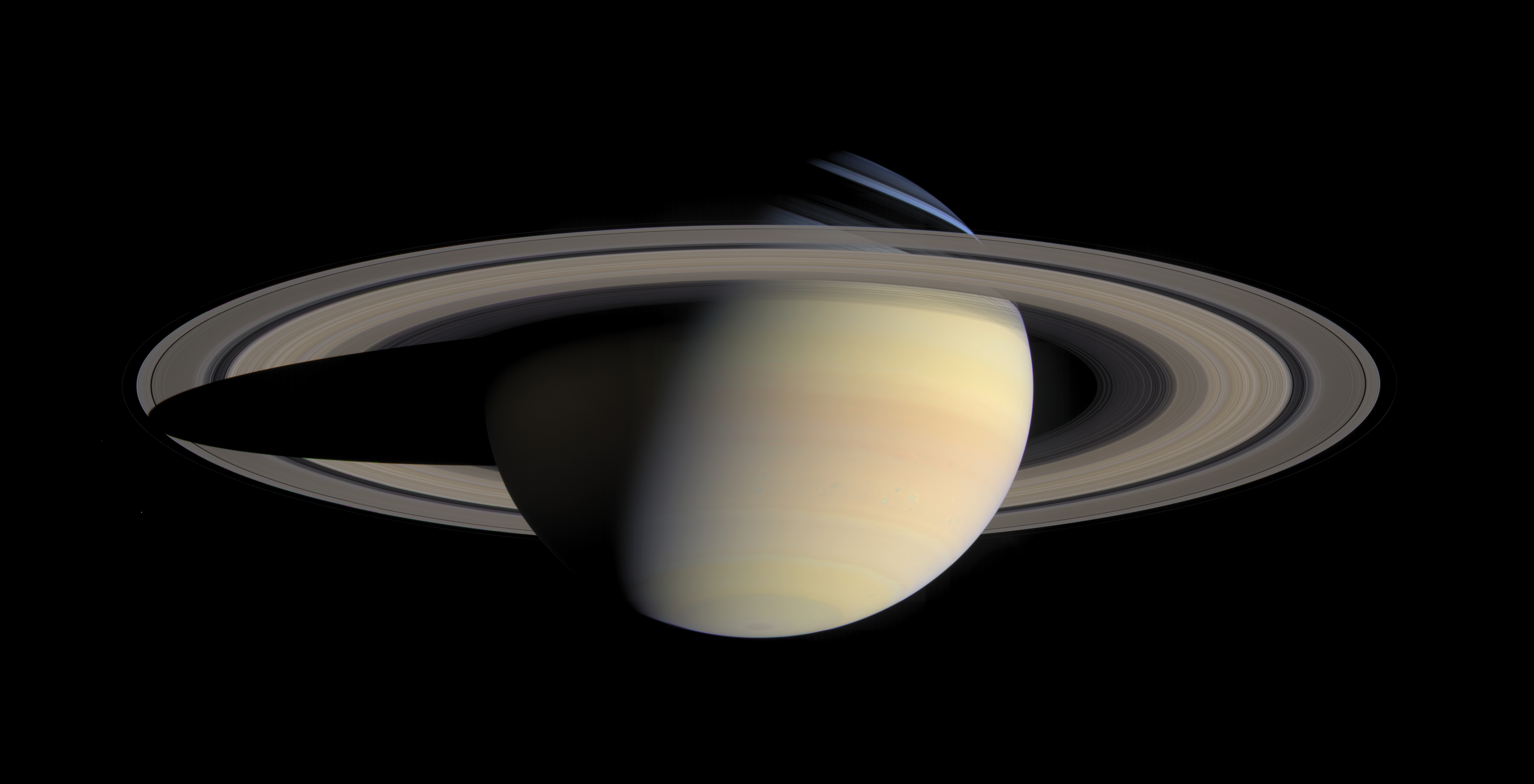
زحل

در سال ۱۶۷۵ میلادی (۱۰۵۴ خورشیدی) جووانی دومنیکو کاسینی، اخترشناس ایتالیایی، کشف کرد که حلقه زحل از دو حلقه تشکیل یافته است و میان آن دو جدایی وجود دارد. این جدایی شکاف کاسینی نامیده می‌شود و در اثر کشش گرانشی قمر غول پیکر تیتان به وجود آمده است. بررسی‌های واپسین نشان داده‌اند که در اطراف زحل، بر روی هم چهار حلقه وجود دارد. درونی‌ترین آن‌ها بسیار کم نور و تقریباً با بالای ابرها در تماس است. قطر حلقه نورانی بیرونی به ۱۴۰۰۰۰ کیلومتر می‌رسد. شکاف کاسینی ۴۷۰۰ کیلومتر پهنا دارد.

## مطالعات بر روی زحل

### در متون باستانی
زحل از زمان‌های بسیار قدیم شناخته شده است. در مصر باستان آن را «رِمفان» می‌نامیدند. در زمان‌های قدیم این سیاره دورترین؛ (بیرونی‌ترین) سیارهٔ شناخته شده نسبت به زمین بود و در تمامی اسطوره‌های گذشتگاه تأثیر مهمی داشت. ستاره شناسان بابل قدیم حرکت سیاره زحل را شناسایی و ضبط می‌کردند. در روم باستان ایزد ساترنوس مرتبط با سیاره زحل و ایزد کشاورزی بود. رومی‌ها اعتقاد داشتند که ساترنوس معادل خدای یونانی کرونوس است. در ستاره‌شناسی هندوها ۹ جرم سماوی وجود دارند که زحل یکی از آنان است شانی نام دارد و اعمال خوب و بد مردم را مورد قضاوت قرار می‌دهد.
در زبان عبری و در دین یهودیت زحل به نام شبتای (שבתאי) شناخته می‌شود. فرشته مرتبط با آن کاسیل(Cassiel) نام دارد. روح آن و بعد مثبت آن آگیل (Agiel) و روح منفی آن زازل (Zazel) نام دارد. در متون قدیمی همواره زحل به عنوان سیاره عبریان شناخته می‌شد. همچنین روز مرتبط با زحل (شنبه یا Saturn day) روزی است که خداوند بر قوم یهود به عنوان روز مقدس (سبت) اعلام کرد. در عهد عتیق و عهد جدید نام زحل چندبار تکرار شده است. اولین بار در کتاب عاموس فصل ۵ خدای عبریان خطاب به آنان می‌گوید:
در کتاب اعمال از کتب عهد جدید استفان از پیروان عیسی نیز سخنان عاموس را بار دیگر تکرار می‌کند.
این سخنان باعث خشم دادگاه شرعی یهود (سنهدرین) و نهایتاً سنگسار شدن استفان می‌شود.

### در اروپا (قرن ۱۷ تا ۱۹)
مشاهده حلقه‌های زحل به یک تلسکوپ حداقل ۱۵ میلی‌متری احتیاج دارد. اولین بار این حلقه‌ها توسط گالیله در سال ۱۶۱۰ مشاهده شدند؛ ولیکن گالیله تصور می‌کرد که این حلقه‌ها دو قمر زحل هستند. این باور تا زمانی که کریستیان هویگنس موفق شد با تلسکوپ قویتری آن را مشاهده کند ادامه داشت. هویگنس قمر تیتان را کشف کرد. بعداً جیوانی کاسینی موفق شد این حلقه را مشاهده کند و چهار قمر زحل به نام‌های رئا، دیونه، تتیس و یاپتوس را کشف کرد. در سال ۱۶۷۵ کاسینی شکاف کاسینی را برای اولین بار مشاهده نمود.
تا سال ۱۷۸۹ مشاهدات مهم دیگری انجام نشد. در این زمان ویلیام هرشل دو قمر میماس و انسلادوس را کشف کرد. قمر هایپریون که دارای شکل نامنظمی است و دارای رزونانس با تیتان می‌باشد در سال ۱۸۴۸ به دست یک تیم بریتانیایی کشف گردید.
در سال ۱۸۹۹ ویلیام هنری پیکرینگ قمر فیبی را کشف کرد که دارای شکل بسیار نامنظمی است و چرخش آن به دور زحل هم‌زمان با گردش آن نیست. فیبی اولین قمری بود که دارای این ویژگی بود و چرخش آن به دور زحل حدود یکسال طول می‌کشد. در قرن ۲۰ مطالعات بر روی تیتان نشان داد که این قمر دارای اتمسفر ضخیمی می‌باشد که ویژگی منحصر به فردی در تمامی منظومه شمسی می‌باشد.

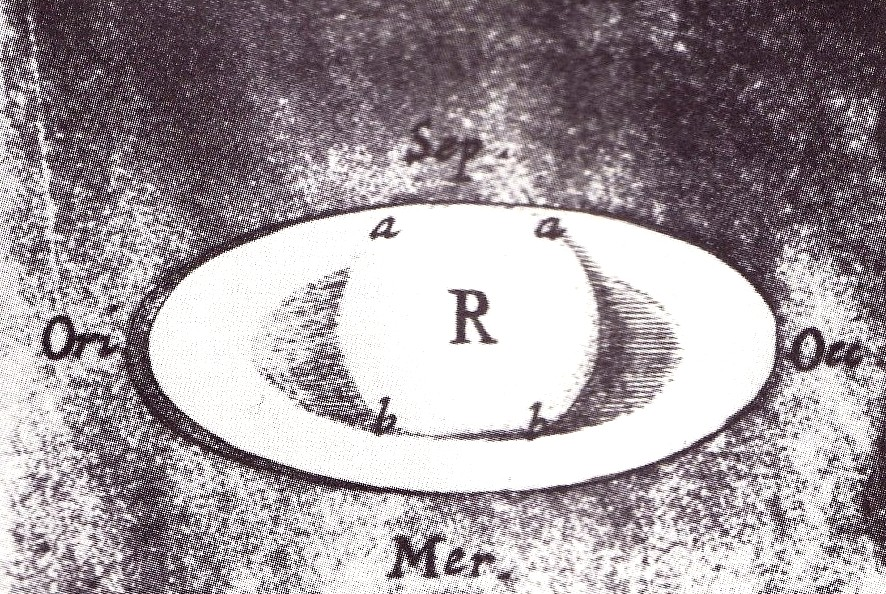
رابرت هوک متوجه سایه کره و حلقه‌های زحل بر یکدیگر شد. این نقاشی از سال ۱۶۶۶ میلادی است.

### مشاهدات مدرن
فضاپیمای پایونیر ۱۱ برای نخستین بار در سال ۱۹۷۹ از این سیاره دیدن کرد و پس از آن در سال‌های بعد وویجر ۱ و سپس وویجر ۲. از جمله مواردی که فضاپیمای وویجر ۲ در مأموریت خود توانست به آن دست پیدا کند اثبات وجود باد، میدان‌های مغناطیسی، شفق صبحگاهی و همچنین تندر و آذرخش در این سیاره زیبا می‌باشد. سرعت بادهایی که در قسمت استوایی این سیاره می‌وزد به ۵۰۰ کیلومتر بر ساعت نیز می‌رسد. پایونیر ۱۱ موفق شد تصاویری از زحل و چندین قمر آن تهیه کند ولیکن کیفیت این تصاویر بسیار پایین بود. این فضاپیما همچنین حلقه‌های زحل را مورد بررسی قرار داد.
در نوامبر ۱۹۸۰ وویجر ۱ به زحل رسید. اولین تصاویر با کیفیت بالا از زحل توسط این فضاپیما تهیه شد. ساختار بعضی قمرها برای اولین بار دیده شد. وویجر ۱ از نزدیکی قمر تیتان گذر کرد و تصاویری از اتمسفر آن تهیه نمود. این تصاویر نشان داد که اتمسفر تیتان بسیار ضخیم است و نور مریی از آن گذر نمی‌کند. در سال ۱۹۸۱ وویجر ۲ به مطالعه زحل ادامه داد. تصاویر نزدیکتری از زحل و حلقه‌های آن تهیه شد؛ ولیکن مشکلات فنی باعث شد که این فضاپیما نتواند به قدر کافی تصویر از زحل تهیه کند.

## میدان مغناطیسی
میدان مغناطیسی دارای یک گشتاور کلی برابر ۳۵/۱ گشتاور مشتری است. اما این مقدار به حد کافی قوی است که یک میدان مغناطیسی سپهر مشتری گون با کمربندهای تابشی مشابه زمین ایجاد کند. گشتاور دوقطبی مغناطیسی با میل یک درجه نسبت به محور چرخش زحل قرار می‌گیرد که این مقدار با انحراف مشخص محورهای مغناطیسی مشتری و زمین تفاوت آشکار دارد. مغناط کرهٔ زحل ذرات بسیار کمتری از ذرات مغناط‌کرهٔ مشتری را در خود جای می‌دهد.

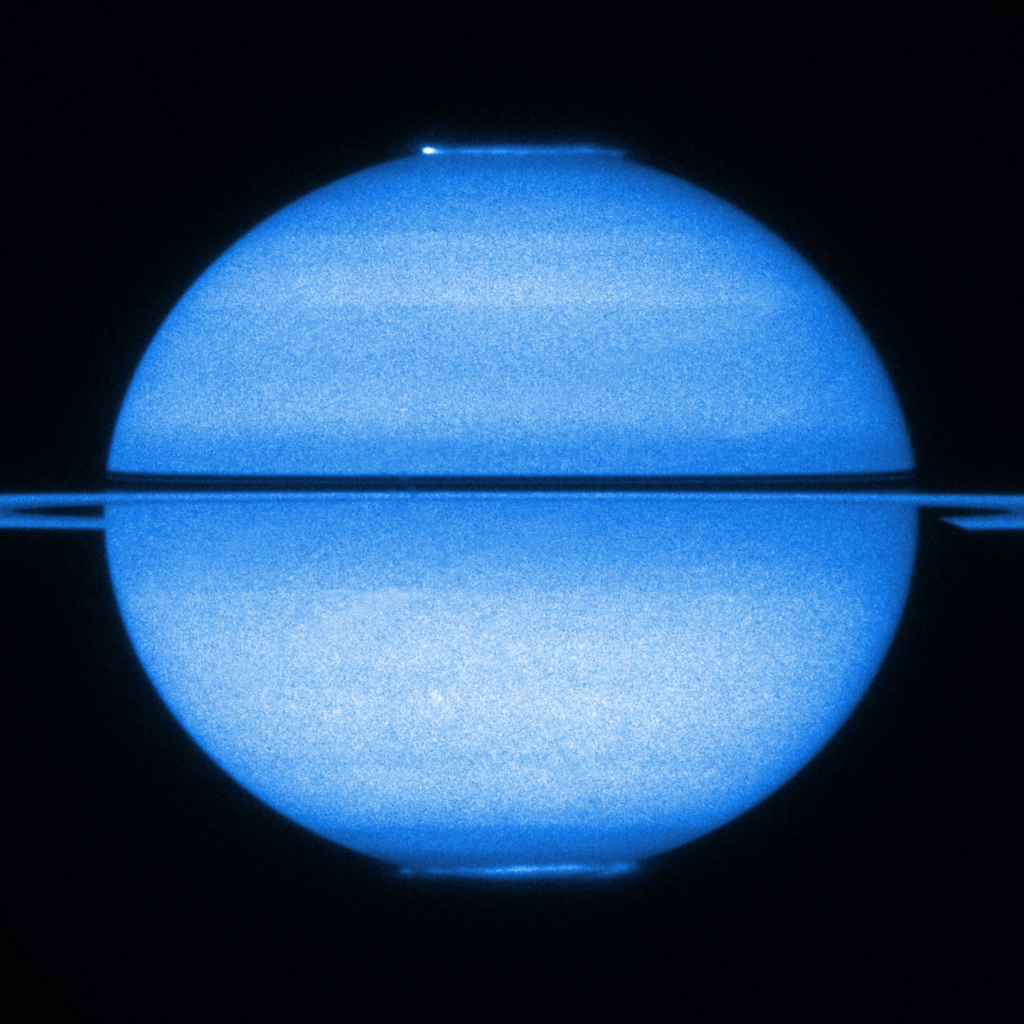
تصویر فرابنفش گرفته شده از زحل که هاله اطراف دو قطب را نشان می‌دهد.

دو دلیل عمده این تفاوت شامل کمبود یک منبع محلی ذرات باردار که در مورد مشتری توسط فوران‌های آیو تولید می‌شوند و حلقه‌های قابل رویت زحل که به‌طور مؤثری ذرات باردار را جذب کرده و مغناطیس‌سپهر داخلی را از ذرات باردار خالی می‌کنند، است. در خارج لبه حلقه‌ها چگالی ذرات باردار به سرعت افزایش می‌یابد و در حدود ۵Rs تا ۱۰Rs به یک قله می‌رسد. در اینجا، ذرات باردار به‌طور محکم به میدان مغناطیسی در حال دوران سریع جفت می‌شوند. این برهمکنش، لایه‌ای از پلاسما به ضخامت تقریباً ۲Rs ایجاد می‌کند که تا حدود ۱۵Rs ادامه می‌یابد. در ورای این مقدار، مغناط‌کره شکل خود را از دست می‌دهد. اندازه آن با دمای خورشید تغییر می‌یابد.

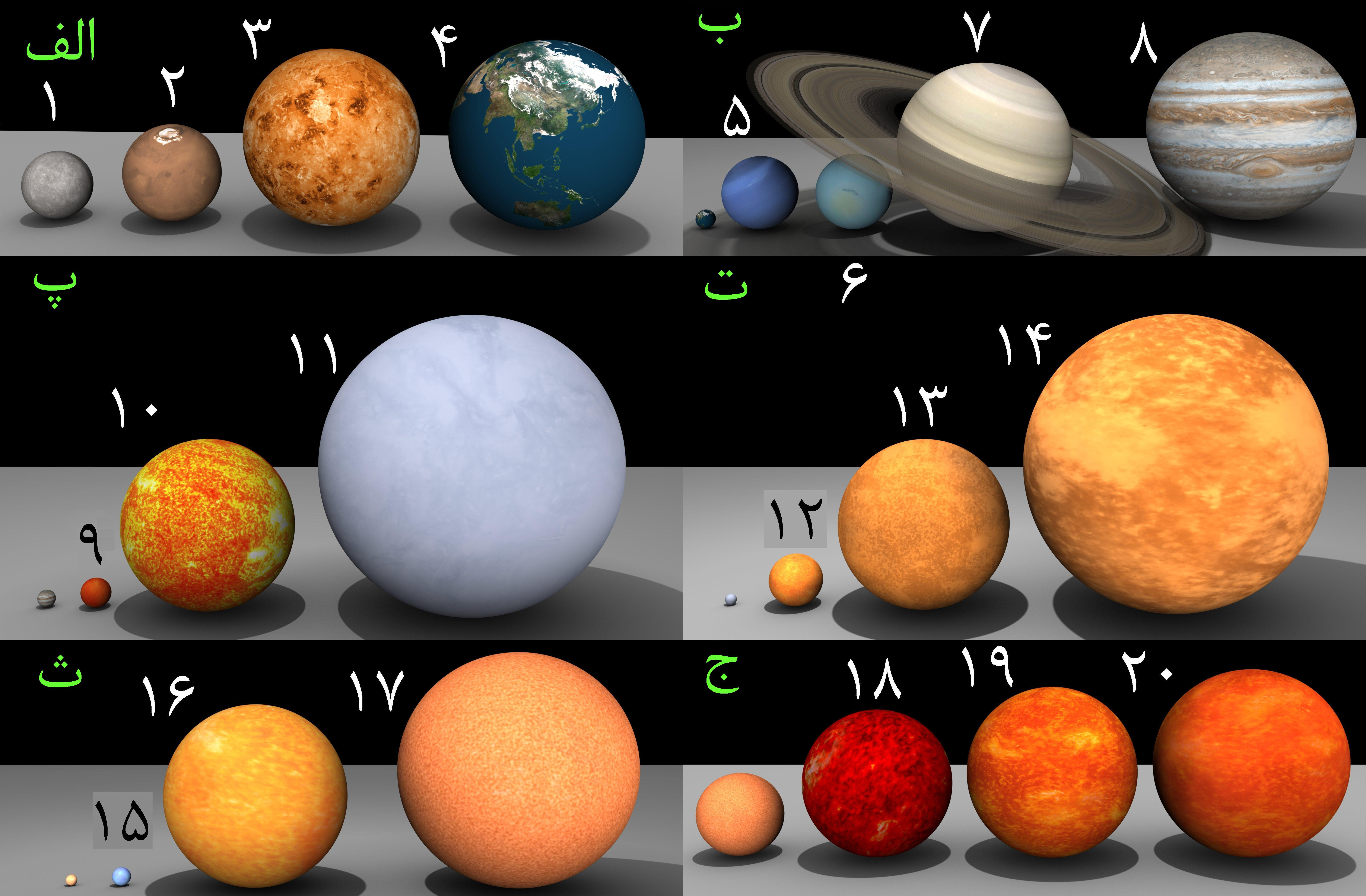
هم‌سنجی سیاره‌های منظومه خورشیدی با تعدادی از ستاره‌های مشهور: الف: زمین (۴) > ناهید (۳) > مریخ (۲) > تیر (۱) ب: مشتری (۸) > زحل (۷) > اورانوس(۶) > نپتون (۵) > زمین (بدون شماره) پ: شباهنگ (۱۱) > خورشید (۱۰) > ولف ۳۵۹ (۹) > مشتری (بدون شماره) ت: دبران (۱۴) > نگهبان شمال (۱۳) > رأس پیکر پسین (۱۲) > شباهنگ (بدون شماره) ث: ابط‌الجوزا (۱۷) >قلب عقرب (۱۶) > پای شکارچی (۱۵) > دبران (بدون شماره) ج: وی‌وای سگ بزرگ (۲۰) >وی‌وی قیفاووس (۱۹) > مو قیفاووس (۱۸) > ابط‌الجوزا (بدون شماره)